# 渡瀬恒彦の十津川警部シリーズの登場人物
渡瀬恒彦の十津川警部シリーズの登場人物（わたせつねひこの とつがわけいぶシリーズのとうじょうじんぶつ）では、TBS系でシリーズ化された、渡瀬恒彦主演による『十津川警部シリーズ』に登場する、主な架空の人物について列挙する。

## 警視庁捜査一課 十津川班
十津川省三
演 - 渡瀬恒彦
警視庁捜査一課係長。階級は警部。家族は妻・直子。
西本功
演 - 西守正樹（第3作）、滝川晋平（第5作）、若山騎一郎（第6作）、堤大二郎（第8作・第10作 - 第13作・第15作 - 第19作・第21作 - 第40作・第42作・第44作・第46作・第47作・第49作・第50作・第52作 - 第54作）
警視庁捜査一課刑事。
安原美知子
演 - 山村紅葉（第4作・第9作・第13作・第14作・第17作 - 第19作・第21作 - 第53作）、越智静香（第8作）
警視庁捜査一課刑事。
小西淳平
演 - 中西良太（第20作 - 第54作）
警視庁捜査一課刑事。
村川留美（久恵）
演 - 古川りか（第22作 - 第46作・第48作 - 第54作）
警視庁捜査一課刑事。第22作は「村川久恵」の名前で登場。
山下智志
演 - 山田アキラ（第20作 - 第54作）
警視庁捜査一課刑事。
小林雅人
演 - 内山翔人（第42作 - 第54作）
警視庁捜査一課刑事。
清水滋
演 - あかつ（第51作 - 第54作）
警視庁捜査一課刑事。
亀井定雄
演 - 伊東四朗
警視庁捜査一課主任。階級は警部補。血液型はA型（第39作）。家族は妻・公子と息子・健一と娘・マユミ。

## 元十津川班のメンバー
刑事
演 - 山田亮（第3作・第7作・第13作）
警視庁捜査一課刑事。
日下
演 - 保積ぺぺ（第3作）、西川忠志（第4作）、湯江健幸（第5作）、山田亮（第6作）、若山騎一郎（第8作 - 第15作・第17作）
警視庁捜査一課刑事。
安原博子
演 - 古手川伸子（第6作）
警視庁捜査一課刑事。
三田村
演 - 山田亮（第8作）、三田村周三（第18作 - 第28作・第30作 - 第32作）
警視庁捜査一課刑事。愛称「仙さん」。
清水
演 - 宮本大誠（第9作）、田中実（第14作）、竹田雅貴（第17作 - 第21作）、矢野喬之（第36作 - 第41作）
警視庁捜査一課刑事。
高倉真澄
演 - 生稲晃子（第9作・第10作）
経歴：警視庁北足立警察署（第9作）
→ 警視庁捜査一課（第10作）
中島かよ
演 - 山村紅葉（第11作・第12作・第15作・第16作）
警視庁捜査一課刑事。
若林
演 - 小倉久寛（第16作）
警視庁捜査一課刑事。
持田満
演 - 的場浩司（第32作）
経歴：警視庁捜査一課 刑事
→ 「鶴居・伊藤タンチョウサンクチュアリ」の責任者
元警視庁捜査一課刑事。殺人罪で逮捕・服役後は音信不通だったが、釧路で丹頂鶴の飼育の責任者をしていた。
井上
演 - 山口竜央（第38作 - 第41作）
警視庁捜査一課刑事。
島田功治
演 - 清野秀美（第42作 - 第46作・第48作 - 第50作）
警視庁捜査一課刑事。

## 警察関係者
本多時孝
演 - 小沢象（第2作）、小野ヤスシ（第6作・第8作・第11作 - 第36作・第38作 - 第40作・第45作・第46作）、勝部演之（第9作・第10作）、中原丈雄（第50作・第53作）
警視庁捜査一課長。階級は警視。
三上
演 - 高橋明（第5作）、小沢象（第17作・第18作）、小野武彦（第19作 - 第23作・第26作 - 第34作・第36作・第37作・第40作・第42作）、鶴田忍（第48作）
警視庁刑事部長。階級は警視監。

## 十津川班の親族
十津川直子
演 - かたせ梨乃（第7作・第10作・第20作〈写真〉・第51作）
十津川省三の妻。
亀井公子
演 - あき竹城（第13作・第14作・第26作）
亀井定雄の妻。旧姓は水島。
亀井健一
演 - 小川慶太（第10作）、?（第13作）、落合豊（第26作）
亀井定雄の長男。第26作で定雄と特急「スーパーおおぞら5号」に乗車した際、何者かに誘拐される。
亀井マユミ
演 - 渡邊まゆみ（第10作）、?（第13作）
亀井定雄の長女。
水島徹
演 - 城後光義（第26作）
亀井公子の弟。釧路在住。
水島
演 - 澤田喜代美（第26作）
水島徹の妻。

## 特別出演
希麻倫子
演 - かたせ梨乃（第14作）
カメラマン。愛称はキャサリン。『名探偵キャサリン』の登場人物。
狩矢荘助
演 - 西岡徳馬（第14作）
京都府警捜査一課刑事。階級は警部。倫子の知人。『名探偵キャサリン』の登場人物。

## ゲスト
第1作 - 第20作 / 第21作 - 第40作 / 第41作 - 第54作

### 第1作 - 第20作（1992年 - 2000年）
第1作「札幌駅殺人事件」（1992年）
- 市川真代（田宮の愛人） - 吉川十和子
- 田宮洋一（中央興産 営業課長） - 金田賢一
- 大山（北海道警札幌第一警察署 刑事） - 魁三太郎
- 水原健（探偵） - 奈辺悟
- 石本功（探偵） - 岡田勝
- 原田みどり（はるみの姪） - 築山万有美
- 田宮はるみ（田宮の妻） - 好永康子
- 西本（北海道警札幌第一警察署 刑事） - 大村浩之
- 三浦（北海道警札幌第一警察署 警部） - 原田大二郎
- 木元和子（弁護士） - 岡まゆみ
- ケイコ（クラブのホステス） - 星野真由子
- 山口（北海道警札幌第一警察署 刑事） - 船越栄一郎

第2作「西鹿児島駅殺人事件」（1993年）
- 神田ゆう子（大学の公害研究所の所員） - 三原じゅん子
- 大山純子（鹿児島県警鹿児島東警察署 警部補） - 夏樹陽子
- 小西晋吉（服役囚） - 小沢仁志
- 竹内ひろみ（クラブのママ・小西の元内縁の妻） - 山村紅葉
- 下川善之（ゆう子の恋人） - 及川以造
- 加治木（鹿児島県警鹿児島東警察署 警部） - 誠直也
- 西田（刑事） - 小宮健吾
- 久保田（刑事） - 森永健司
- 鈴木（鹿児島県警鹿児島東警察署 刑事） - 外崎明彦
- 伊集院（西鹿児島駅 助役） - 片桐竜次
- 木田（西鹿児島駅 駅長） - 四本順一
- 常田（鉄道公安官） - 岡田勝

第3作「上野駅殺人事件」（1993年）
- 香取ゆき（ソープ嬢） - 島田陽子
- 山岸（女性警察官） - 古手川伸子
- 中村（蕎麦屋「まるや」店主） - 夏木ゆたか
- 朝倉浩一郎（無差別連続殺人事件の犯人グループの1人） - 城後光義
- 浜中英明（ゆきの婚約者） - 岸端宏樹
- 有田伸子（元メッキ工場経理） - 水野あや
- 内藤徹（「いわてラーメン」元店主） - 梅宮辰夫（友情出演）
- ジャズバー店主 - 駒塚由衣
- 浜中梅子（浜中の母・八百屋） - 森康子
- 平瀬（警視庁上野桜警察署 署長） - 菅貫太郎
- 堀井（上野駅 駅長） - 小島三児
- 沼田（上野駅 助役） - 大和田伸也

第4作「函館駅殺人事件」（1994年）
- 金井英夫（元カメラマン） - 新藤栄作
- 藤原マリ子（モデル） - 及川麻衣
- 岡田（北海道警函館港警察署 刑事） - 赤塚真人
- 赤木（北海道警函館港警察署 刑事） - 丹波義隆
- 中本（北海道警函館港警察署 刑事課長） - 須永慶
- 緒形（エース興産 社長） - 前田昌明
- 松本浩（カメラマン） - 山田亮
- 瀬沼（殺し屋） - 誠直也
- 池内宏子（エース興産 社長秘書・元神奈川県警交通課 婦人警官・十津川省三の警察学校の教え子） - 池上季実子

第5作「会津高原殺人事件」（1994年）
- 橋本ひろ子（明の元恋人・ピアニスト） - 中村あずさ
- 高沢明（記憶喪失の男・「ビッグ出版」カメラマン） - 阿部寛
- 大林厳三（警視庁上野南警察署 刑事） - 出光元
- 堂本（「ビッグ出版」編集長） - 鶴田忍
- 桂まゆみ（「Club街」ママ） - 山村紅葉
- 大西健三（夏川の第一秘書） - 小沢象
- 原田あかり（ホステス・源氏名「高沢あきら」） - 海野圭子
- 神田（福島県警会津警察署 刑事） - 丹治大吾
- 相原きよ枝（令奈の母） - 松井紀美江
- 河合（「ビッグ出版」編集者） - 山田亮
- 老舗旅館「向瀧」女将 - つちだりか
- 相原令奈（故人） - 内田りりこ
- 矢田部（福島県警会津警察署 刑事） - 小野武彦
- 夏川龍一郎（代議士・副総理） - 鹿内孝
- 青木怜子（神経精神研究所 精神科医） - 佳那晃子

第6作「萩・津和野に消えた女」（1994年）
- 平尾亜希子（東和スポーツ新聞社 記者） - 萬田久子
- 木下とし子（悟の妻） - 田島令子
- 佐竹（山口県警萩警察署 刑事） - 河原崎建三
- 山下（島根県警津和野警察署 署長） - 石井愃一
- クラブ「クインビー」ママ - 山村紅葉
- 木下由美子（悟ととし子の娘・銀行員） - 原久美子
- 岡崎まゆみ（岡崎の妹） - 川田あつ子
- 高橋（東和スポーツ新聞社 編集長） - 水島敏
- 室井（島根県警津和野警察署 刑事） - はらみつお
- 白井敬一郎（由美子の元婚約者・銀行員） - 和泉史郎
- 岡崎幸男（レイプ魔の似顔絵に似ている男） - 小林和之
- 早見マリ子（由美子の高校の同級生・メッキ工場経理） - 鳥巣郁子
- 木下悟（京阪交通社営業部 係長） - 田村亮

第7作「豪華特急トワイライト殺人事件」（1995年）
- 中田陽子（寝台特急「トワイライトエクスプレス」乗客・野中のツレ） - 秋本奈緒美
- 丸山英一（寝台特急「トワイライトエクスプレス」乗客・カメラマン） - ベンガル
- 野中功（寝台特急「トワイライトエクスプレス」乗客・企業の経理課長） - エド山口
- 前田隆吉（寝台特急「トワイライトエクスプレス」車掌） - 片桐竜次
- 青木登（寝台特急「トワイライトエクスプレス」車掌） - 高杢禎彦
- 広池久里子（寝台特急「トワイライトエクスプレス」乗客・竹内のツレ） - 星遙子
- 戸村浩一（寝台特急「トワイライトエクスプレス」乗客・医師） - 石田太郎
- 山本玲子（寝台特急「トワイライトエクスプレス」乗客・戸村の愛人） - 木原三貴
- 田辺信之（寝台特急「トワイライトエクスプレス」車掌） - 城後光義
- 長谷部（鉄道警察隊） - 小林健
- 柏木みどり（寝台特急「トワイライトエクスプレス」乗客・女子大生） - 長野知夏
- 寝台特急「トワイライトエクスプレス」ウェイトレス - 大沢さやか
- 中畑清（寝台特急「トワイライトエクスプレス」乗客） - 中畑清（本人役・友情出演）
- 寝台特急「トワイライトエクスプレス」ウェイター - 阿部寛
- 堀井（鉄道警察隊） - 薬丸裕英
- 竹内耕三（寝台特急「トワイライトエクスプレス」乗客・十津川省三が6年前に逮捕した凶悪犯） - 榎木孝明

第8作「伊豆海岸殺人ルート」（1995年）
- 田口由香利（田口法律事務所 弁護士） - 沢田亜矢子
- 片桐（堂ヶ島光療養所 事務長） - 内田直哉
- 安藤広子（安藤の妻） - 白川和子
- 井村泰（会社員） - 城後光義
- 萩原れい子（バイク店勤務） - 塚本真弓
- 塩谷奈美（女優志望） - 村上ゆう
- 小田悠介（自称カメラマン） - 西凛太朗
- 木下亜矢（ソープ嬢） - 林由美香
- 安藤（東京拘置所 看守） - 名古屋章
- 水野久明（写真家） - 筒井康隆
- 藤島けい子（堂ヶ島光療養所 入院患者） - 渡辺典子（友情出演）
- 黒木信也（更生施設「光学園」理事長・本名「木島定良」） - 長谷川初範
- 米蔵龍三（静岡県警松崎西警察署 警部補） - 平田満

第9作「松島・蔵王殺人事件」（1995年）
- 奥寺綾子（仙台交易 社長・亀井定雄の高校時代の同級生） - 山本陽子
- 富岡正太郎（元飲食店経営） - 相馬剛三
- 岩崎（宮城県警察 刑事） - 根津修平
- 富岡昭子（富岡の妻） - 大坪日出代
- 小笠原ゆき（仙台交易 社員・池田の元恋人） - 伊藤留奈
- 印刷屋 - 斉藤暁
- 宮内奈緒子（宮内の妻） - 山口杏子
- 池田（漁師・仙台交易 元社員） - 山田亮
- 神田圭一郎（不動産実業家） - 梅津栄
- 宮内敏夫（東都政経大経済学部教授・宮城県知事候補） - 萩原流行

第10作「ミステリー列車が消えた」（1995年）
- 乗兼由紀子（東西新聞社会部 記者） - 七瀬なつみ
- 北野（「JR西日本・東京支社」課長） - 小野武彦
- 木本（「JR西日本・東京支社」企画部長） - 平泉成
- 池田信雄（「JR西日本旅客鉄道」ミステリー号企画室 社員） - 出光元
- 花村（クラブ「ケサラン パサラン」ママ） - 山村紅葉
- 新井喬（新井と洋子の息子・余命1年） - 吉田亮
- 佐藤洋子（新井の前妻） - 高橋恵子
- 津山研一（東西新聞社会部 記者・由紀子の婚約者・「ミステリー号」乗客） - 石橋保
- 山崎（発破技士・新井の隣人・パチンコ「フォーカス」常連客） - 本田博太郎
- 佐々木（東西新聞 編集長） - 片桐竜次
- 佐藤（「JR西日本」課長） - 下元史朗
- 北上功（息子を「ミステリー号」に乗せた父親） - 中島陽典
- 阿部（「JR西日本旅客鉄道」ミステリー号企画室 係長） - 佐々木誠人
- 高田（京都府警察 刑事） - 山田亮
- 新井と山崎のアパート管理人 - 久保晶
- 新垂井駅の近くの農家 - 三川雄三
- 石山清二（喫茶店「デコイチ」店主・元国鉄機関士・クラブ「ケサラン パサラン」の客） - 青砥洋
- 鳥取駅社員 - 帆足健志
- 新井慎二（元車掌・パチンコ「フォーカス」常連客） - 田村亮

第11作「南伊豆高原殺人事件」（1996年）
- 木原夕子（美大生） - 細川直美
- 片桐了二（カメラマン・伸彦の同居人） - 山本耕史
- 大島圭介（フリーター） - 宮下直紀
- 貴見塚伸彦（貴見塚の息子・カメラマン） - 菊池健一郎
- 荒木由美（ルポライター志望） - 八木小織
- 柴崎徳全（顧問弁護士） - 大杉漣
- 土屋（静岡県警察 刑事） - 河原さぶ
- 貴見塚正二郎（高級レンタル会社「キミヅカ」社長） - 南原宏治

第12作「丹後殺人迷路」（1997年）
- 南条ミキ（東日タイムス 記者） - 斉藤慶子
- 古田雅美（平野の内縁の妻） - 中島宏海
- 八木（京都府警察 警部） - 片桐竜次
- 平野栄（詐欺師） - 松澤一之
- 狩野重之（代議士・元厚生労働省事務次官） - 市川左團次
- 木島（城東大学 教授） - 久保晶
- 田嶋正明（丹後中央刑務所 服役囚） - 伊藤哲哉
- 和田広志（元自衛官） - 岡本美登
- 柴田キク（柴田の母） - 山本緑
- 相沢あかね - 加倉井えり
- 井上（京都府警北舞鶴警察署 刑事） - 山田アキラ
- 名取マコト（元自衛官・和田と同期） - 樋口しげり
- 柴田敬一郎（元五輪射撃選手） - 根津甚八

第13作「特急しなの21号殺人事件」（1997年）
- 松山えりか（クラブ「華薗」ホステス・源氏名「みゆき」） - 小林綾子
- 松山要介（えりかの義弟） - 大沢健
- 安木（長野県警察 刑事） - そのまんま東
- 筒井（宝不動産経営） - 草薙良一
- 清水（パイロット） - 伊藤芳則
- みどり（クラブ「華薗」ママ） - 矢沢美樹
- 広田（日本海銀行調布支店 支店長） - 伏見哲夫
- 杉野（長野県警 捜査一課長） - 永田耕一
- 中尾由香（祐子の妹） - 永住千夏
- 旅館女将 - つちだりか
- 河合（日本海銀行自由が丘支店 行員） - 飯田基祐
- 堀永一（経営コンサルタント） - 山上賢治
- 松山友一郎（えりかと要介の父） - 田村元治
- 松山ふみ子（えりかと要介の母） - 関えつ子
- 河野久志（無職・日本海銀行調布支店 元行員） - 小瀬川理太
- 牧原麻美（「M・Aデザイン工房」インテリアデザイナー・元ポルノ女優「砂岡かおり」） - 小川真実
- 加奈子（クラブ「華薗」ホステス） - 松村歩
- 中尾早苗（祐子と由香の母・土産物屋店主） - 行友勝江
- 中尾祐子（クラブ「華薗」ホステス・源氏名「晴美」） - 藤森夕子

第14作「海を渡った愛と殺意」（1997年）
- 林麗子（銀座宝石店「ピアリス」秘書・本名「劉美麗」） - 床嶋佳子
- 前原真一郎（銀座宝石店「ピアリス」社長） - 三浦浩一
- 倉田真知子（倉田の妹） - 中山忍
- 劉成貴（アミ族長老・美麗の父） - 田村高廣（友情出演）
- 倉田雄介（レストラン「ルクス」店主） - 石橋保
- 宮川三郎（無職・宝石強盗） - 小宮孝泰
- リー（台北市警察 刑事） - 篠原さとし
- アナウンサー - 野村信次
- 黄世昌（拳銃のバイヤー） - 天本英世
- 周（台北市警察 刑事） - 木村元

第15作「尾道・倉敷殺人ルート」（1998年）
- 小川麻美（介護士） - 菊池麻衣子
- 吉岡晴美（麻美の姉） - 鮎ゆうき
- 木島和義（ニューホープ観光 社長） - 石田太郎
- 日野（警部） - 坂田雅彦
- 小川たけ子（麻美の母） - 木村翠
- 小川保太郎（麻美の父） - 山崎満
- 船木君子（一郎の母・三郎の妻） - 野口ふみえ
- 大野（岡山県警察 本部長） - 清水章吾
- 船木三郎（一郎の父・元刑事） - 高松英郎
- 草野明（添乗員・ニューホープ観光 社員） - 伊藤俊人
- 鬼頭清六（ニューホープ観光 元社員） - デビット伊東
- 久保誠（ルポライター） - 鈴木ヤスシ
- 氷山敬介（詐欺師） - 新井康弘
- 氷山美也子（氷山の妻） - 坂尾直子
- 吉岡宏（晴美の夫） - ダンカン
- 船木一郎（警視庁捜査一課 刑事） - 西村和彦

第16作「寝台急行「銀河」殺人事件」（1999年）
- 三浦理恵（大阪府警察 警視） - 池上季実子
- 井崎勉（寝台急行「銀河」乗客・大同交易 社員・十津川省三の大学時代の同級生） - 大杉漣
- 井崎治子（井崎の妻） - 西川まり
- 小林みどり（寝台急行「銀河」乗客・サニーデパート 社員） - 細川ふみえ
- 山田祐一郎（寝台急行「銀河」乗客・青雲電気 社員） - 大森嘉之
- 小山内雄三（民自党党首） - 亀石征一郎
- 林（大阪府警察 刑事） - 辻本茂雄
- 橋田（小山内の秘書） - 谷本一
- 真田久仁子（寝台急行「銀河」乗客・サニーデパート 社員） - 東山悠里
- 小山内ユリカ（小山内の娘） - 田中規子
- 新見加奈子（寝台急行「銀河」乗客・慎一郎の母） - 小林美江
- 太田由美子（寝台急行「銀河」乗客・大同交易 社員） - 麻田かおり
- 山野辺拓史（通産省政策局 局長） - 野村信次
- 寝台急行「銀河」車掌 - 城後光義
- 青雲電気 社員 - 津久井啓太
- 新見慎一郎（寝台急行「銀河」乗客・小学生） - 三浦春馬
- 星野貞裕（通産省課長） - 菊池隆則

第17作「越後・会津殺人ルート」（1999年）
- 渡辺ひろみ（報道カメラマン） - 藤谷美紀
- 尾崎竜次（暴力団「龍神会」幹部） - 上田耕一
- 広田（福島県警察 刑事） - 上杉祥三
- マンション管理人 - 酒井敏也
- 旅館の女将 - 駒塚由衣
- かおり（ひろみの友人） - 矢野トモ子
- 旅館の仲居 - 棟里佳
- 仙堂明（元カーレーサーの「マッド・アキラ」・婦女暴行殺人事件の容疑者だったが刑務所内の喧嘩で死亡） - 渡部遼介
- 小坂井めぐみ（ホステス） - 中野若葉
- 河村陽一（青山ケンネル中目黒店のトリマー） - 江原修
- 「特急スペーシア」乗務員 - 森詠美
- 原田みゆき（クラブのホステス） - 豊田麻里
- 浦辺光良（警備会社社員・元刑事） - 清水綋治
- 仙堂肇（明の父・めぐみのパトロン・大資産家で政財界の黒幕） - 青木義朗
- リュ・ジョンリン（偽十津川省三）（台北・香港・フィリピンで指名手配されていた殺し屋） - 渡瀬恒彦（二役）

第18作「シベリア鉄道殺人事件」（1999年）
- 北村秀子（在ウラジオストック日本総領事館の三等書記官） - 遠野凪子
- 沢木信介（在ウラジオストック日本総領事館の領事） - 柴俊夫
- 長谷部功（巴交易営業部業務六課 社員） - 岸本祐二
- 杉原みゆき（巴交易 社員） - 石堂夏央
- ユーリ・バラナフ（ウラジオストック署 刑事） - ユーリ・ブーラフ
- 香坂玲子（女子大生） - 北原奈々子
- 宝石ブローカー - 麿赤児
- 高木（新潟県警察 警部） - 佐川大輔
- アリシア - エリカ
- イザベル・ブロンド - ミーケ・オルガ
- 菊池久幸（巴交易営業部業務六課 社員） - 永島敏行

第19作「伊豆・七滝殺人事件」（2000年）
- 長谷川匡（長谷川心理相談所 精神科医） - 風間杜夫
- 竹内量子（雑誌記者・本多時孝の知り合いの娘） - 渡辺梓
- 日野由加（西本功の婚約者） - 梶原真弓
- 岩本（圭子の担当精神科医・長谷川の後輩） - 篠塚勝
- 北住亮（フリーカメラマン） - 柏進
- 丸山京子（元ブティック店長・故人） - しみず霧子
- 松波文江（松波浩三の妻） - 東丘いずひ
- 香取慎一郎（東亜医科大学 精神科医） - 児玉謙次
- 原田健一（ホテルの板前） - 村田則男
- 秋野圭子（ブティックの客・故人） - 史城未貴
- 所轄刑事 - 広田正光
- ホテルの仲居 - 小柳友貴美

第20作「寝台特急カシオペアを追え」（2000年）
- 小坂井香織（Club「タンポポ」ホステス） - 古手川祐子
- 戸田克彦（香織の恋人） - 美木良介
- 佐藤直之（北海道警函館中央警察署 警部） - 片桐竜次
- 松下（北海道警札幌中央東警察署 警部） - 赤塚真人
- 小野悦子（敬介の妻） - 日向明子
- 森（警視庁捜査一課 警部） - 阿知波悟美
- 遠藤美津子（祐一郎の妻） - 水野あや
- 京子（Club「タンポポ」ママ） - つちだりか
- 島村英男（戸田の知り合い・前科者） - 長岡尚彦
- 島村（英男の父・島村酒店 主人） - 水村泰三
- 彫物師 - 伊藤幸純
- 畠中由利（英男の恋人・香織の遠縁） - 玄覺悠子
- 遠藤祐一郎（川俣製菓 重役） - 桝田徳寿
- 白川（香織の元夫） - 斎藤弘勝
- 小野ミユキ（敬介と悦子の娘） - 河辺千恵子
- 遠藤亜美（祐一郎と美津子の娘） - 堀井見緒
- 小野敬介（小野精機 社長） - 後藤ひろゆき
- 彫物師 - 春延朋也

### 第21作 - 第40作（2001年 - 2008年）
第21作「西伊豆・美しき殺意」（2001年）
- 足立えり子（木下のアシスタント・西崎総合病院 元看護師） - 麻生祐未
- 久保田君子（ギャラリー百合 経営者） - あいはら友子
- 丹野均（代議士・元厚生省老人福祉担当課長） - 草見潤平
- 小林麻子（公益財団法人・日本愛友会 理事） - 土屋貴子
- 木下雅夫（全盲の鏝絵画家） - 黒沼弘己
- 川崎悟（川崎興行 社長） - 須永慶
- 早川敬一郎（公益財団法人・日本愛友会 理事長） - 久保晶
- 工藤裕一（公益財団法人・日本愛友会理事で弁護士） - 田嶋基吉
- 有田（公益財団法人・愛友会老人医療センター 事務長） - 大林隆之介
- 尚美（川崎の愛人・クラブのママ） - 矢野トモ子
- 岸本（公益財団法人・日本愛友会 秘書） - 倉一平
- 西崎総合病院 看護師 - 上原由恵
- 住職 - 本多晋
- 佐山五郎（鏝絵画家） - 市原清彦
- 早川敏子（早川の妻） - 木村翠
- 工藤家の家政婦 - 松美里杷
- 警視庁科学捜査研究所の研究員 - 浜口悟
- 後藤麻衣（堂ヶ島老人医療センター 事務員） - 石井麻由
- 島村善行（警備会社社長・元刑事） - 宅麻伸

第22作「京都・恋と裏切りの嵯峨野」（2001年）
- 高木亜木子（坂本法律事務所 弁護士） - 田中美奈子
- 竹宮吾郎（能演者） - 篠井英介
- 石野（京都府警捜査一課 警部） - 原田大二郎
- 高木文子（亜木子の母・「草木染め髙木工房」店主） - 岩本多代
- 望月和夫（劇団「未来工房」主催者・十津川省三の大学時代の同級生） - 中原丈雄
- 岡部ゆみ（旅館「野むら山荘」宿泊客・劇団「未来工房」元研究生） - 濱田万葉
- 古田（京都府警捜査一課 刑事） - 大高洋夫
- 小林克彦（竹宮家の住み込みの門弟） - 有薗芳記
- 相沢圭一（石仏の作者） - 久保酎吉
- 鈴木（湯豆腐屋「順心」番頭） - 飯田基祐
- 高木正志（亜木子の息子） - 鈴木幹太
- 芳子（「野むら山荘」女将） - 松原智恵子
- 脇坂（警視庁科学捜査研究所 研究員） - 古尾谷雅人

第23作「終着駅殺人事件」（2001年）
- 町田隆夫（小説家志望・高校時代は新聞部員） - 赤坂晃
- 松木紀子（森下の教え子） - 小田茜
- 宮本孝（弁護士志望・高校時代は新聞部員・旅行の幹事） - 河相我聞
- 片岡清之（津軽物産店経営・高校時代は新聞部員） - 野村祐人
- 橋口まゆみ（デパート勤務・高校時代は新聞部員） - 山口リエ
- スナック「ロマン」店主 - 小倉久寛
- 村上陽子（タレントのマネージャー・高校時代は新聞部員） - 平岡千佳
- 川島史郎（土木作業員・高校時代は新聞部員） - 安村和之
- アパート家主の妻 - 草村礼子
- 郷土料理屋「津軽」女将 - 角替和枝
- バーのママ - ラッキィ池田
- 西山英司（紀子の元恋人・元バーテンダー） - 飯田基祐
- バーのマスター - 俵木藤汰
- アパート家主（松木紀子が住んでいたアパートの大家） - 田村元治
- まゆみの恋人 - 千田孝泰
- 安田章（厚生労働省職員・高校時代は新聞部員） - 細川智三
- 三浦（青森県警察 警部補） - 石田太郎
- 森下浩平（亀井定雄の高校時代の同級生） - 坂上二郎

第24作「伊豆の海に消えた女」（2002年）
- 片山みゆき（フリーター・偽名「生田たか子」） - 有森也実（少女期：新井賀子）
- 酒井修（物産会社社員） - 大鶴義丹
- 宮本真理（高原の妹） - 喜多嶋舞
- 片山照子（みゆきの母・誠心会病院下田療養所に療養中） - 白川和子
- 丸山（所轄署警部補） - ベンガル
- 佐々木（静岡県警察 刑事） - でんでん
- 宮本達夫（真理の夫） - 小沢和義
- 秋山圭子（OL） - 大竹一重
- 小林由美（ホステス） - 横須賀よしみ
- 津田明江（無職） - 速水典子
- 森千賀子（タレント） - 松田千晴
- 設楽（所轄署刑事） - 中根徹
- 中村（静岡県警察 刑事） - 津久井啓太
- 主婦 - 真理アンヌ
- 高原雅之（パソコンソフトメーカー「グレイトデザイン」社長） - 須藤正裕
- 修善寺温泉旅館の女将 - 東山明美
- マンション「ロイヤル西早稲田」管理人 - ホンコン
- タクシードライバー - 杉作J太郎
- 明江の近所の住人 - 三川雄三
- 明江の近所の主婦 - 小柳友貴美

第25作「南紀白浜殺人ルート」（2002年）
- 畑山恵介（平井金属工業 社員・ゆみ子の婚約者） - 金子賢
- 平井ゆみ子（平井の娘） - 一色紗英
- 一枝（和歌山県警和歌山南警察署 刑事） - 鶴田忍
- 平井良造（平井金属工業 社長・詐欺事件「被害者の会」会長） - 出光元
- 佐伯要（証券アナリスト・経済ゴロ） - 清水章吾
- 古田（パシフィック観光 営業部長） - 片桐竜次
- 捜査本部長 - 大林丈史
- 真田誠（不動産会社社長・札付きの地面師） - 石丸謙二郎
- 野崎（児童養護施設「敬愛学園」園長） - 車だん吉
- 塚本茂（佐伯のガードマン・警視庁墨田南警察署 元刑事） - 木村栄
- 山本麻生（武里病院 看護師） - 山本麻生（本名と同じ役名）
- 安藤英夫（政治経済ジャーナリスト・総会屋） - 佐渡稔
- 車掌 - 山上賢治
- 和歌山県警 刑事 - 工藤貴
- 西田久恵（真田の愛人・不動産会社 営業担当） - 河夏夜（ノンクレジット）
- 春木（和歌山県警和歌山南警察署 警部） - 前田吟

第26作「特急おおぞら殺人事件」（2002年）
- 結城誠（画廊「ギャラリー結城」店主・特急「スーパーおおぞら5号」及び特急「スーパーおおぞら4号」乗客） - 神田正輝
- 森あや子（結城の客で恋人・モデル） - 青田典子
- 結城かおり（結城の妹・3年前自殺） - 青田典子（二役）
- 三浦（北海道警帯広南警察署 警部） - 深水三章
- 佐々木（北海道警帯広南警察署 刑事） - でんでん
- 高木（北海道警釧路東警察署 警部補） - 小林正寛
- 田村（特急「スーパーおおぞら5号」車掌） - 石井愃一
- 山本（北海道警釧路東警察署 刑事） - 井上高志
- 由美（テレビ局キャスター） - 清原久美子
- 原田（府中刑務所 服役囚・服部の元同房） - 津久井啓太
- 武藤（特急「スーパーおおぞら4号」車掌） - 深谷次郎
- マンション管理人 - 常泉忠通
- 圭子（クラブ「リヨン」ママ） - 東丘いずひ
- 春野ゆか（特急「スーパーおおぞら4号」乗客） - 松田彩香
- 坂本陽子（特急「スーパーおおぞら5号」及び特急「スーパーおおぞら4号」乗客・服部と内縁関係） - 川口裕加
- 服部明（特急「スーパーおおぞら5号」及び特急「スーパーおおぞら4号」乗客・府中刑務所 元服役囚） - 長岡尚彦

第27作「九州特急つばめ殺人事件」（2003年）
- 香川美子（鹿児島民報 記者・十津川省三の元恋人） - 名取裕子
- 船木一郎（警視庁国際組織犯罪特別捜査課 警部補） - 西村和彦
- 山本宏子（「特急つばめ13号」添乗員） - 遊井亮子
- 馬泰明（別名「竜の爪」三竜会の東京グループの一員・殺し屋） - 比留間由哲
- 黄レイラ（黄の妹・クラブのホステス・三竜会・日本の東京グループの一員） - IVY
- 毛老人（屋台ラーメン「毛さん」店主） - 麿赤兒
- 孫（上海警察 警部） - 黄帝実
- 美梅（雑貨屋店員・馬泰明の親戚） - 小島可奈子
- 木原由美（「特急つばめ13号」添乗員） - 建みさと
- 三竜会・東京グループの日本人の一員達
- 高田（鹿児島県警察 刑事） - 新納敏正
- バーのママ - 上原由恵
- 石田純（福島住宅金融公社 出納係長） - 江端英久
- シンシア（クラブのホステス） - 及川仲
- 馮ユーリン（クラブのホステス） - 観月ゆう
- 姜アイシャ（クラブのホステス） - 伊藤聖子
- 林メイ（クラブのホステス） - 江口ヒロミ
- 黄小元（中国人密航の手配師・三竜会・日本の東京グループの一員） - 菊原祐太朗
- 坂本（バーの弾き語り） - 坂本孝昭
- アナウンサー - 長谷川ほまれ
- チャイニーズマフィアで香港の殺し屋で三竜会の香港・上海グループの一員 - 五関浩創
- チャイニーズマフィアで香港の殺し屋で三竜会の香港・上海グループの一員 - 工藤貴史
- 白崎京助（警備会社顧問・元警視庁射撃教官・十津川省三の元同期） - 佐々木勝彦
- 後藤雄一郎（警視庁警視監・来年に国政に進出しようとしている人物） - 黒部進
- 鬼島専太郎（民自党幹事長・元警視庁総監・警察族のトップ・産光商事と癒着兼アフリカ・ムダールへの政府開発援助(ODA)疑惑の渦中にいる人物） - 久富惟晴

第28作「陸中海岸殺意の旅」（2003年）
- 広中和也（「Club Blue Eyes」ホスト・大学生） - 高杉瑞穂
- 水島まなみ（和也の恋人・居酒屋店員） - 国分佐智子
- 室井さつき（室井の妻） - 高樹澪
- 室井隆志（ライフサービス室井 社長） - 宇梶剛士
- 佐川（岩手県警察 警部） - 本田博太郎
- 広中敏江（和也の母・久造の妻） - 神保美喜
- 古沢貢（取り込み詐欺犯・元配管工） - 綾田俊樹
- 藤田尚子（調布病院 婦長） - 松金よね子
- 白石良平（久造の幼馴染・料亭「ととや」店主） - 仙波丈太郎
- 立花譲之助（古美術鑑定家） - 沼田爆
- テレビ番組の司会者 - せんだみつお
- 川岸卓郎（古美術商） - 山田明郷
- 広中久造（和也の父・岩手県立宮古病院 入院患者） - 大橋吾郎
- 都築（現場監督・中井実や大迫のぼるの元上司） - 田嶋基吉
- 芳子（大森の元妻・居酒屋「きたやま」女将） - つちだりか
- 大森昌一（取り込み詐欺犯・元パチンコ店員） - 玉川・長太
- 小林（車のセールスマン） - 藤原鉄苹
- 華厳院 住職 - 奥村公延
- 中井実（旅の僧「空仁」・古巻市市議会議員・現在の名前「大迫のぼる」） - 寺田農

第29作「松山・道後十七文字の殺人」（2003年）
- 山下保子（山下の妻） - とよた真帆
- 安岡麻美（星南大学 学生） - 須藤温子
- 関根浩司（星南大学 助教授） - 小宮孝泰
- 川村（喫茶店店主） - 綾田俊樹
- 久保田義人（俳句同人誌 事務局長） - 森下哲夫
- 今木健（松山市職員） - 伊藤正之
- 山下俊吾（星南大学 物理教授） - 石濱朗
- 土井（警視庁目黒中央警察署 警部） - 伊藤洋三郎
- 先崎（愛媛県警松山中央警察署 刑事） - 小林すすむ
- 庄司弘（笠原の秘書） - 鈴木省吾
- 木村（旅館「大和屋本店」仲居） - 福島里美
- 向井朝香（星南大学 学生） - 森脇英理子
- 畑宏子（山下家の家政婦） - 橘ユキコ
- 野田公一（星南大学 学生） - 神原聖
- 江藤（ホテル「はなゆづき」フロント） - 坂田聡
- 関真一郎（星南大学 学生） - 土屋裕一
- 大石翔（星南大学 学生） - 福田賢二
- 大沢 - 児玉謙次
- 鹿島さとみ（OL） - 棚橋幸代
- 笠原文彦（金融会社「トライアンフ ファイナンス」代表取締役社長） - 萩原流行

第30作「パリ〜東京殺人ルート」（2003年）
- 北川美里（シャンソン歌手） - 高島礼子
- 北川美雪（美里の妹・花屋店員） - 小沢真珠
- 沢田貴子（パリのガイド兼通訳） - 中村江里子
- 横田久志（横田宝石店 店主・本名「瀬山信吉」） - 山田辰夫
- 戸川雄介（宝石ブローカー） - 岡田勝
- 野口恭子（テコンドーの達人・大沢のボディガード） - 豊川栄順
- モレル（パリ警察 警部） - ベルナー・ワッセイニ
- 大沢貢（大物フィクサー） - 清水綋治
- 今岡正也（警視庁国際犯罪捜査課 警視・警視庁の「闇将軍」と異名をとるフィクサー） - 鹿内孝

第31作「四国連絡特急殺人事件」（2004年）
- 南条吾郎（業界最大スーパーチェーン「トクマサ」営業本部長・徳大寺の甥） - 内藤剛志
- 岡部文夫（南条の双子の兄・TSK探偵社 代表で客筋は政財界や裏社会にも及ぼしている） - 内藤剛志（二役）
- 伊吹君子（徳大寺の秘書） - 榎本加奈子
- 高木幸子（岡部の女） - 濱田のり子
- 井崎玲子（南条の秘書） - 根本はるみ
- 中村すみ江（スーパーチェーン「トクマサ」社長秘書） - 阪上和子
- 原田（香川県警察 刑事） - 並川倖大
- 徳大寺正之（業界最大スーパーチェーン「トクマサ」会長・政財界に顔は広い人物） - 大木正司
- 金子（お遍路） - 前田昌明
- 金子文代（金子の妻・お遍路） - 久松夕子
- 早川千代（香川県警察 刑事） - 妻鹿有花
- 僧侶 - 杉作J太郎
- うなぎ屋「大江戸」女将 - 井上夏葉
- 白石（香川県警察 警部） - 寺島進

第32作「愛の伝説・釧路湿原」（2004年）
- 北村可奈子（「鶴居・伊藤タンチョウサンクチュアリ」のボランティア・持田満の同僚・偽名「白井香織」） - 床嶋佳子
- 鈴木（釧路方面釧路東警察署 警部補） - モロ師岡
- 民宿「丹頂の家」主人 - せんだみつお
- 間宮真一郎（間宮商事 会長・政財界のフィクサーで警察贔屓としても知られている） - 小林勝也
- 長友順一（間宮の部下） - 木村栄
- 小暮（神奈川県警察 警部） - 浪花勇二
- 高木ユミ（「鶴居・伊藤タンチョウサンクチュアリ」のボランティア） - 山崎華奈
- 竹田静子（竹田の妻） - 井上夏葉
- 竹田茂男（福祉法人事務所 幹部） - 坂口進也
- チンピラ - 工藤貴史
- 横田（「鶴居・伊藤タンチョウサンクチュアリ」のボランティア・私立探偵で本名「中本治」） - 中納淳裕
- 北村武志（北村と可奈子の息子） - 成田翔吾
- 北村正和（神奈川県議会議員） - 山崎銀之丞

第33作「東北新幹線「はやて」殺人事件」（2004年）
- 青池弘志（深町法律事務所 弁護士） - 梨本謙次郎
- 森川浩一（森川水産 社長） - 大門正明
- 奥田豪（スナック「カサブランカ」常連客・建設現場作業員） - 沢向要士
- 久保田（青森県警八戸中央警察署 警部） - あご勇
- 足立秀雄（「八戸タクシー」運転手・奥田の友人） - 山上賢治
- 氏家美代子（NA建設系列の広告会社経営） - 松永玲子
- 松木（NA建設 広報部長） - 菊池隆則
- 池内昭一（十和田湖産業廃棄物処理場の責任者） - 鶴岡修
- 深町恵子（深町法律事務所 弁護士） - 泉晶子
- スナック「カサブランカ」常連客 - 旭道山和泰
- 三木綾子（十和田湖産廃反対同盟のメンバー） - 山本与志恵
- 旅館「孔雀荘」従業員 - 藤夏子
- 戸川（「十和田西ホテル」フロント） - 小倉功
- 藤川和也（志津江の弟・7年前冤罪で逮捕され護送途中に逃亡を図り事故死） - 川上たけし
- スナック「カサブランカ」常連客 - 針原茂、橋沢進一
- 7年前に藤川和也を逮捕した刑事 - 清水英彰
- 岸田伸一郎（青森選出の代議士・環境副大臣で政財界の大物・NA建設の筆頭株主でオーナー） - 石田太郎
- 藤川志津江（スナック「カサブランカ」ママ） - 大原麗子（少女期：森本更紗）

第34作「寝台特急あさかぜ殺人事件」（2005年）
- 白井マユミ（モデル・東名相互銀行 元秘書） - 山本未來
- 白井治子（マユミの母で貞之の妻） - 白川和子
- 本山剛（本山の長男・モトヤマ化粧品 社長） - 丹波義隆
- 本山冴子（剛の妻） - 早瀬久美
- 久保寺侠次（暴力団の企業舎弟「新東京興信所」 所長・浅見頭取の独裁を支える影の組織の中心人物） - 高杉亘
- 白井貞之（マユミの父・部品加工工場経営・医療法人「聖美総合病院」入院患者） - 山下洵一郎
- 野田浩二（野田コンサルタント 経営者・東名相互銀行 元管理部長） - 山田明郷
- 駒田あき（駒田の妻） - 大和なでしこ
- 本山徳一郎（モトヤマ化粧品 会長） - 久保晶
- 荒木研史（東名相互銀行 人事部長） - グラシアス・小林
- ふれあい生命保険蒲田支店 支店長 - 坂口進也
- 島崎恭一（工場経営者） - 名取幸政
- 白井の隣の工場の従業員 - 鐘築健二
- 辰巳（寝台特急「あさかぜ」車掌） - 千田孝康
- 川北千代子（「L特急 ソニック7号」乗客・麻薬歴） - 小貫薫
- 寝台特急「あさかぜ」車掌 - 植村喜八郎
- 佐野武（東名相互銀行 調査部長） - 林京介
- 上島敬太（寝台特急「あさかぜ」乗客・元暴力団組員） - 大塚太心
- 駒田信二（駒田モータース 社長・「L特急 ソニック7号」乗客） - 小澤孝三
- 浅見猛（東名相互銀行 頭取・独裁者で政財界に影響力がある） - 金田龍之介

第35作「金沢加賀殺意の旅」（2005年）
- 北川深雪（「ホテル森本」若女将） - 藤谷美紀
- 北川夏美（深雪の妹・「ホテル森本」仲居） - 小島可奈子
- 江本将天（自明党代議士・「加賀友禅を愛する国会議員の会」会長） - 大出俊
- 吉田（石川県警察 警部補） - 井上高志
- 矢野（石川県警察 警部） - 青木伸輔
- 原田吉郎（江本の甥・公益法人「勤州会」理事長） - 片岡弘貴
- 田村ふさ江（「ホテル森本」仲居） - 大竹一重
- 里見まゆ（モデル） - 嘉門洋子
- イチ子（花屋店員） - 芦田由夏
- 市川博之（「ホテル森本」オーナー） - 大木正司
- 遠山敬和（レインボー出版 社長） - 永幡洋
- 湯浅幸市（カメラマン） - 太田浩介
- 内山千也（カメラマン） - 迫英雄
- 近藤（金澤タイムス 記者） - 加藤満
- 羽田（羽田法律事務所 弁護士） - 山野史人
- 成田清司（大学教授） - 花ヶ前浩一
- 医師 - 村田則男
- 旅館案内所係員 - 茂野光郎
- 北川志げ子（深雪と夏美の母・善之助の妻） - 宇津宮雅代
- 北川善之助（深雪と夏美の父・加賀友禅の老舗「加賀善」元社長） - 石立鉄男

第36作「河津・天城連続殺人事件」（2006年）
- 萩原京子（静岡県警河津警察署 刑事） - 佐藤藍子
- 後藤美和（ゆみの母） - 朝加真由美
- 横本麻衣（早苗の姉） - 紫とも
- 瀬川渉（ゆみの恋人・川又工務店 店員） - 長谷川朝晴
- 江波匡（外科医） - 飯田基祐
- 竹内健治（写真マニア） - 阿部進之介
- 沖野収（役者） - 永田恵悟
- みどり（沖野の車から逃げた女性） - 武えり
- 沖野満知子（沖野の母） - 中真千子
- 井上（静岡県警河津警察署 刑事） - 長岡尚彦
- ダイバー - 宍戸勝
- キヨ（沖野家の家政婦） - 吉本選江
- 大井（川又工務店 店員） - 松田史朗
- 後藤ゆみ（スーパーの店員） - 大浦理美恵
- 横本早苗（モデル） - 藤原美栄
- 三浦（静岡県警河津警察署 警部） - 六平直政

第37作「特急あずさ殺人事件」（2006年）
- 新井優子（ペンション「あるかす」オーナー） - 星野真里
- 橋野要（デジタルトレジャー 社長） - 高橋和也
- 佐々木（警視庁警部・十津川省三の同期） - 石丸謙二郎
- 長嶺悟（元検事） - 長谷川哲夫
- 内田やよい（内田の妻） - 二木てるみ
- 大賀達郎（元弁護士） - 中村方隆
- 丸山吾朗（橋野の同級生） - 稲宮誠
- あけみ（丸山の恋人・スナック「ポンパドール」ママ） - 矢野トモ子
- 河合けい子（デジタルトレジャー 社員・西本功の元恋人） - 西本はるか
- 辻一道（全日本警備の責任者） - 佐伯直之
- 真弓（ジャズバー「ALBATROSS」ママ） - 伊藤こうこ
- 飯島（テレビ局プロデューサー） - 岡元八郎
- 長谷部（光稜大学附属病院 教授） - 坂口進也
- コメンテーター - 諏訪太朗
- 亜美（ペンション「あるかす」従業員） - 栗山かほり
- 司会者 - 手島昭一
- 内田聡介（元判事） - 山本圭

第38作「愛と悲しみの墓標」（2007年）
- 結城彩子（弁護士） - 床嶋佳子（少女期：畠山茉耶）
- 岡本（福島県警会津中央警察署 警部） - 佐藤B作
- 佐竹勇夫（大学受験に失敗した少年） - 浅利陽介
- 木下知恵（ドリームプロジェクト 所属タレント） - 笹岡莉紗
- 平田（福島県警会津中央警察署 刑事） - 石井洋祐
- 早川友美（クラブ「銀蝶」経営） - 羽田圭子
- 矢吹浩（元暴走族） - 大柴隼人
- 藤原さつき（ファッションモデル） - 矢松亜由美
- 山根典子（劇団研究生） - 直林真里奈
- 前島（ドリームプロジェクト 社長） - 中根徹
- 井上（知恵のマネージャー） - 久松信美
- 佐竹哲夫（勇夫の父・高校教師） - 真那胡敬二
- 五十嵐勘輔（五十嵐金融 社長） - 河内隆志
- 佐竹ふさ江（勇夫の母） - 安斉夕起子

第39作「飛騨高山に消えた女」（2008年）
- 小野寺由美子（根本の弟子） - 洞口依子
- 根本一成（画家） - 大鶴義丹
- 戸田実（白石の部下・暴力団） - 小沢和義
- 向井（岐阜県警高山北警察署 警部） - 佐藤銀平
- 北原（岐阜県警高山北警察署 刑事） - 小林健
- 浅井正明（画家） - 花王おさむ
- 宇田川宏（ディスカウントショップ「ビックR」社長・公益育英財団法人・ドリーム基金理事） - 並樹史朗
- 光浦秀夫（画家） - 朝倉伸二
- 大沼章（グラフィックデザイナー専門学校 講師・公益育英財団法人・ドリーム基金理事） - 林京介
- 黒木（戸田の仲間） - 七枝実
- 原田（宇田川の運転手） - 須間一彌
- 山岸みゆき（公益育英財団法人・ドリーム基金事務局） - 野田よしこ
- 白石ゆか（白石の娘） - 小柳こずえ
- 小野寺敬子（由美子の妹） - 福地香代
- 白石家の家政婦 - 川口圭子
- 二宮みや子（宇田川の秘書） - 阿美朝子
- マユミ（ゆかの友人） - 石井あす香
- レポーター - 手島昭一
- 加島（冒頭で亀井と清水が捕まえようとした犯人） - 丹野宜政
- 白石圭一郎（白石ファンドコーポレーション 代表・資産家で公益育英財団法人・ドリーム基金理事長・衆議院議員総選挙候補者で政財界に人脈を持つ人物） - 寺田農

第40作「生命〜ベールに包まれた誕生の秘密〜」（2008年）
- 川島裕子（ハスミ医療機器販売 社員・偽名「山岸伊予奈」） - 雛形あきこ
- 長谷川遥香（沢木と信子の娘・コンビニ「きむらや」店員） - 斉藤奈々（幼少期：山口愛）
- 沢木実（南魚島診療所 医師・北邦大学医学部 元助教授） - 江藤潤
- 高林正治（検事） - 鶴田忍
- 石倉圭太郎（民自党議員・法務副大臣で父親は元内閣総理大臣） - 宍戸勝
- 天津飯店支配人 - 石川敏男
- 富永誠（TNエレクトロニクス 社長） - 奥田達士
- 鈴木（北海道警察 警部） - 建蔵
- 吉田（北海道警察 刑事） - せんだみつお
- 飯田隆弘（金庫破りの常習犯） - 水道橋博士
- 長谷川信子（沢木の元妻） - 川島なお美
- 蓮見孝輔（ハスミ医療機器販売 社長・政界に影響力がある） - 河原さぶ
- 市川巳之助（歌舞伎役者） - 片岡秀太郎
- 福本政男（ハスミ医療機器販売 社員） - 福田裕也
- 三国茂雄（北邦大学医学部 名誉教授） - 波多江清
- 石倉亜矢子（石倉の妻） - 棟里佳
- 市川小巳助（巳之助の息子・歌舞伎役者） - 京一郎
- 涼子（TNエレクトロニクス 社長秘書） - 中山好乃
- 井川妙子（南魚島診療所 看護師） - 野口径
- 石倉大介（石倉と亜矢子の息子） - 鶴見知大
- 堂森敬七（石倉の第一秘書） - 岩山孝
- トモ子（ケンと雨やどりしていたときに遥香から傘を貰った少女） - 木村真那月
- ケン（トモ子の弟） - 鈴木福
- SP - 藤井祐伍
- 君原寿々子（京浜医科大学 教授） - 池上季実子

### 第41作 - 第54作（2009年 - 2015年）
第41作「寝台特急殺人事件〜さよならブルートレイン〜」（2009年）
- 高木美奈子（中央ロイヤル法律事務所 弁護士） - 沢田亜矢子
- 武田信太郎（武田メディカルセンター 院長・実業家・TVコメンテーター、熊本県知事選候補者） - 布施博（高校生：市原佳祐）
- 田久保涼子（武田メディカルセンター 事務長） - 岩本千春
- 鈴木克典（無職・武田メディカルセンターの医療事故被害者の遺族） - 野村昇史
- 川島進（武田メディカルセンター 麻酔医師） - 青島健介
- 高梨一彦（武田メディカルセンター 秘書） - 竜川剛
- 山崎伸也（元高校教師・武田メディカルセンターの医療事故被害者の遺族） - 加藤純平
- 山崎和江（山崎の妻・武田メディカルセンターの医療事故被害者の遺族） - 那須佐代子
- 遠山正男（電気屋・武田メディカルセンターの医療事故被害者の遺族） - 滝裕次郎
- 青木ゆみ子（会社員・武田メディカルセンターの医療事故被害者の遺族） - 中村真知子
- 滝沢（広島県警広島北警察署 警部） - 山上賢治
- 岡村浩平（獣医・武田メディカルセンターの医療事故被害者の遺族） - 杉山健一
- 内山（「寝台特急はやぶさ号」車掌） - 内山翔人
- 橋本ケイ子（武田メディカルセンター 事務員） - 貫井りらん
- 従業員 - 草野誠
- 大野雄吉（警視庁新宿中央警察署 元刑事・十津川省三の同郷・武田メディカルセンターの医療事故被害者の遺族） - 江原真二郎

第42作「九州ひなの国殺人ルート」（2009年）
- 岩村妙子（フリーライター） - 藤谷美紀
- 首尾木美也子（咲子の姉） - 原田佳奈（幼少期：保坂朱乃）
- 梅木史郎（ロックシンガー） - RIKIYA（幼少期：桐山和己）
- 梅木礼子（梅木の母・故人） - 木村理恵
- 朝倉伸夫（大造の秘書・美也子の婚約者） - 猪野学
- 首尾木咲子（コールガールで別名「イヴ」・元保育士） - 野間れい
- 山本京平（咲子の高校時代の恩師・日田祇園山鉾会館 館長） - 藤田宗久
- 大分県警日田警察署 署長 - 入川保則
- 中山英次（経済学者） - 黒須洋壬
- 黒田正則（大造の秘書） - 稲宮誠
- 支配人 - 志村東吾
- 中森ハナ子（妙子の助手兼カメラマン） - 森山愛子
- スナック「ハンター」ママ - 西川美也子
- ゆう子（ホステス） - 民部良子
- 大川（ポン引き） - 松下卓也
- 花代（花屋） - 高松いく
- キョウコ - 斎藤ナツ子
- アキナ - 文月ユウ
- 家政婦 - 松元つや子
- 野崎（大分県警日田警察署 警部補） - 的場浩司
- 首尾木大造（美也子と咲子の父・元民自党幹事長） - 西岡徳馬

第43作「伊勢志摩殺人迷路〜円空の謎〜」（2010年）
- 鈴木京子（都立日本美術館 学芸員・旧姓「近藤」） - 中山忍
- 剣持紗江子（三重県警察 警部補） - 笛木優子
- 鈴木明（京子の夫・区役所職員） - 伊東孝明
- 栗原龍道（美術商） - 伊藤高
- 迫田銀次郎（ホスト） - 村田充
- 篠塚怜子（アンティークブローカー・近藤の元弟子） - 甲斐まり恵
- 小田彩乃（小田の妻） - 渚あき
- 漁業組合長 - 木村栄
- 近藤博之（京子の父・元骨董商・去年の11月に交通事故で死亡） - 竹本純平
- 団子屋店員 - 夏川加奈子
- 清水本店 店主（骨董商） - 柚原旬
- 鳥羽次郎（羽島円空資料館 職員） - 深谷次郎
- 三重県警伊勢志摩警察署 刑事 - せんだゆうた
- 鳴海信隆（三重県警伊勢志摩警察署 刑事） - 金子賢
- 小田天成（美術商・京都に住んでいる骨董業界のドン） - 西田健

第44作「特急ソニック殺人事件〜十年目の真実〜」（2011年）
- 小笠原ひろみ（小笠原の妻） - 遊井亮子
- 川口（福岡県警北九州警察署 刑事） - 高杉亘
- 山脇浩（小倉マーメード商会 社長） - 池内万作
- 水野茂樹 - 坂田聡
- 小柳直記（無職・元中華料理「こやなぎ」店主） - 若狭勝也
- 松田（福岡県警北九州警察署 刑事） - 真勝國之
- 井上匤（わかば運送 配達員） - 脇知弘
- 白石透（パチンコ店店員・「北新宿サンハイツ」304号室の入居者） - 吉田朋弘
- 岡島多加志（人材派遣アルバイト・井上の友人） - 成松慶彦
- 女乙池明（10年前転落死） - 小山弘訓
- 小柳（小柳の母） - 大草理乙子
- 日々谷（「GUN&MILITARY ECHIGOYA TOKYO」店員） - 片平光彦
- 花田（警視庁鑑識官） - 山口あゆみ
- 高谷ゆかり（パチンコ店店員） - 西山愛実
- ニュースキャスター - 恩田香織
- アナウンサー - 斎藤希美
- 小笠原欽也（北九州市議会議員） - 山田純大

第45作「志賀高原殺人事件〜黒姫伝説の謎〜」（2011年）
- 久保満（ネット販売「K's Web」社長） - 布施博
- 金村（長野県警信州志賀警察署 刑事） - 比留間由哲
- 広田みや子（無職・元不動産会社社員） - 上野なつひ
- 野口俊吾（須坂刑務所 服役囚・久保の友人） - 有薗芳記
- 斎藤（長野県警信州志賀警察署 刑事） - 江端英久
- 大乃木明（久保の個人運転手） - 菅原卓磨
- 望月正人（長野県警捜査一課 警部） - 城戸裕次
- 吉田みどり（ホステス・源氏名「アヤ」） - 高久ちぐさ
- 高木（猟友会） - 山野史人
- 新田（KN金融 社長） - 日向勉
- 吉田やよい（みどりの妹） - 富田麻帆
- 仁科（カメラマン） - 下総源太朗
- 須藤（KN金融 社員） - 佐伯花恵
- 五十嵐くみ（元カメラマン・5年前死亡） - 瀬戸早妃
- はるみ（くみの友人） - 阪田瑞穂
- エリカ（ホステス） - 萬歳光恵
- 平川修（弁護士） - 藤木孝

第46作「特急『草津』殺人迷路」（2012年）
- 岩間勝彦（十津川省三を名乗る男・フリージャーナリスト） - 渡辺いっけい
- 安住（群馬県警察 刑事） - 石橋保
- 結城さえ（タクシードライバー） - 大島蓉子
- 杉浦トオル（クラブ「火の鳥」マネージャー） - 國本鐘建
- 小暮佑介（ロック歌手） - 柳沢超
- 友永（群馬県警察 刑事） - 秋山真太郎
- 三島夏樹（クラブ「火の鳥」ホステス） - 上田眞央
- 井岡さつき（クラブ「火の鳥」ホステス） - 大平奈津美
- 井上美奈（クラブ「火の鳥」ホステス） - 藤本りせ
- 市原弥生（クラブ「火の鳥」ホステス） - 斉藤レイ
- 八木沼勇（新関東病院 理事長） - 本城丸裕
- 東山勲（東京地裁裁判官・判事） - 河野洋一郎
- 居酒屋「三四郎」店主 - 城後光義
- 内田直也 - ホリベン
- 徳島（草津病院 医師） - 谷本一
- 三千代（「草津ホテル」女将） - 高橋美穂
- 規子 - 村野友美
- 「草津ホテル」フロント係 - 一木恵里花
- 北川悦子（クラブ「火の鳥」ママ） - 根本りつ子
- 若杉健三郎（民自党代議士） - 清水綋治

第47作「熱海・湯河原殺人事件」（2012年）
- 小早川隆二（元ジャーナリスト） - 加藤雅也
- 立花亜矢（あいの妹・フリーライター） - 小沢真珠
- 小早川あい（小早川の妻・6年前死亡） - 仁藤優子
- 藤間泰明（静岡県警熱海警察署 警部） - 矢柴俊博
- 岡崎政明（ホテル「大野屋」オーナー） - 誠直也
- 高橋君子（旅館「ふきや」女将） - 久世星佳
- 赤木豊（スーパー経営） - 掛田誠
- 三崎望（岩井出版） - 前田倫良
- 辰巳英一郎（熱海市議会議員） - 藤田宗久
- 窪田靖男（旅館「ふきや」支配人） - 青島健介
- 浦部（静岡県警熱海警察署 刑事） - 長谷川純
- 長友進（無職） - 丸山敦史
- 古木正道（会計士） - 福田裕也
- 相川高雄（かねつぐ興業 秘書） - 竜川剛
- 二階堂秀則（かねつぐ興業 元経理部長） - 広瀬彰勇
- 金次明憲（金次の息子） - 井上顕
- 金次正美（金次の孫娘） - 山田菜々香
- 今田春美（花の教室の先生） - 水野久美
- 金次正之（かねつぐ興業 会長） - 若林豪

第48作「江ノ電に消えた女〜十津川警部への挑戦状〜」（2012年）
- 岡部ちづる（「かまくらFM」DJ・喫茶店「Bergfeld」及び鎌倉彫工房「ハナミズキ」店主・寡婦） - 安達祐実
- 服部彰一（ちづるの弟・帝京不動産 社員） - 渡辺大
- 神部実篤（小説家） - 森下哲夫
- 麻生久子（真理恵の母） - 沖直未
- 堀越雄二（花山物流 社員） - 朝倉伸二
- 麻生（真理恵の父） - 片岡弘鳳
- 服部佐知子（彰一の妻・故人） - 綾那
- 麻生真理恵（駒沢美術館 学芸員） - 赤澤輝美
- 鬼頭辰巳（連続強盗犯） - 河西祐樹
- 鮫島拓也（鬼頭の弟分） - 入江賢
- 峰岸明美（浜西小学校 教師） - 石村みか
- 紀子（帝京不動産 社員） - 中野若葉
- 谷川亮子 - 大田沙也加
- ディレクター（「かまくらFM」ディレクター） - お宮の松
- 深町早苗（記者） - 中島彩
- 越智直弘（記者） - 飛坂光輝
- 智代（喫茶店「Bergfeld」店員） - 高畠華澄
- チンピラ - 青柳尊哉、黒石高大
- アナウンサー - 逢地真理子
- 伊吹悟（神奈川県警察 警部） - 片桐竜次

第49作「特急「しらさぎ」殺人迷路〜越前竹人形の謎〜」（2013年）
- 倉澤香菜美（越前 竹人形工房の人形職人） - 大河内奈々子
- 野村ひろみ（和光自動車 専務秘書・西本功の大学時代の旅行サークル仲間で元恋人） - 大河内奈々子（二役）
- 広田勇次（武友不動産 営業・西本功の大学時代の旅行サークル仲間） - 湯江健幸
- 脇田洋子（脇田の後妻） - 石井めぐみ
- 脇田治郎（みどりの夫） - 阪田マサノブ
- 脇田肇（ジュエリーシャンテダンジュ 社長） - 石山輝夫
- 脇田みどり（洋子の連れ子） - 一戸奈美
- 三浦剛（福井県警あわら中央警察署 刑事） - 吉田智則
- 永井克巳（京永商事 営業部長・西本功の大学時代の旅行サークル仲間） - 渋谷哲平
- 河田隆志（マンション管理人） - 高松しげお
- 出蔵俊次（「湯けむり横丁」にある小料理屋主人） - 小宮孝泰
- 中林みな子（漫画家・西本功の大学時代の旅行サークル仲間） - 伊藤修子
- 荒内瑠璃子（伝統芸能館の師匠） - 平田京子
- 中林花凛（みな子の娘） - 神凪菜桜
- 田代さゆり（ジュエリーシャンテダンジュ 店員） - 町理恵
- 柿原みか（アナウンサー） - 一木恵里花
- 青木武（和光自動車 専務） - 道脇広行
- ガソリンスタンド店員 - 松江健
- 鑑識 - 大久保浩

第50作「消えたタンカー」（2013年）
- 黒川秀隆（船舶会社「ニュージャパンライン」社長） - 川地民夫
- 真鍋勇蔵（民自党幹事長） - 西田健
- 白井（科学捜査研究所 技官） - せんだみつお
- 鈴木晋吉（漁船「第五白川丸」船長） - 中本賢
- 宮本健一郎（「アラビアンナイト号」船長・キャプテン） - 木村栄
- 野上次男（ニュージャパンライン人事部長） - 小倉一郎
- 小島史郎（「アラビアンナイト号」二等航海士・セカンドオフィサー） - 伊東孝明
- 八木沼ケイ（日系フィリピン人） - かでなれおん
- 竹田良宏（「アラビアンナイト号」船医・ドクター） - 鷲生功
- 辻芳夫（「アラビアンナイト号」事務長・パーサー） - 池田努
- 佐藤洋介（「アラビアンナイト号」一等航海士・チーフオフィサー） - 岡部たかし
- 河野哲夫（「アラビアンナイト号」甲板長・ボースン） - 村上大樹
- 杉野（静岡県警察 刑事） - 山上賢治
- 国交省技官 - 坂田聡
- 赤松淳一（「アラビアンナイト号」一等機関士） - 宮下裕治
- 多田野（タンカー設計技師） - 河野洋一郎
- 奥平浩一郎（「アジアンブルー号」元船長） - 渡哲也
- 海上保安庁係官 - 吉見幸洋
- 片桐行雄（ゴルフバックにM4カービンを入れられた男） - 橋本啓輝
- 検問の警察 - 深谷次郎
- 田中（「第五白川丸」乗組員） - 若狭勝也
- 長嶺（宮城県警仙台西警察署 刑事） - 松江健
- フェリーの三航士 - せんだ雄太
- 田畑（大学教授） - 史朗
- 管理人 - 田上ひろし
- アフリカ担当官 - 宮島朋宏
- 記者 - 徳橋みのり、尾倉ケント
- アナウンサー - 山吹奈央
- ニュージャパンライン 秘書 - 提坂笑加
- 奥平（奥平の妻・故人） - 太田ルリ子
- 海賊男 - Robert Ellis、Frank Addo、Bernard Ackah
- 山本卓夫（「アジアンブルー号」元乗組員・故人） - 藤田清二
- 中村進（「アジアンブルー号」元乗組員・故人） - 浜田大介
- 菅井太郎（「アジアンブルー号」元乗組員・故人） - 三嶋亮太

第51作「京都〜小浜殺人迷路〜八百比丘尼伝説の怪〜」（2014年）
- 三条悦子（恵美の母・料亭「みなみ川」女将） - 宮園純子
- 花村亜紀（輸入雑貨店社長・京都北山女子大学英文学科 卒業生・十津川直子の同級生で仲良し5人組の一人） - 芦川よしみ
- 相原樹里（相原の娘・京都北山女子大学 卒業生） - 五十嵐めぐみ
- 山口敏子（古美術商社長・京都北山女子大学英文学科 卒業生・十津川直子の同級生で仲良し5人組の一人） - 服部真湖
- 後藤久代（主婦・京都北山女子大学英文学科 卒業生・十津川直子の同級生で仲良し5人組の一人） - 中島はるみ
- 三浦宗次（京都府警察 本部長） - 鶴岡修
- 安田光彦（京都府警察 刑事） - 井上肇
- 湯沢純一郎（元京都府警察 警部） - 谷本一
- 芦田信一郎（京都北山女子大学 教授） - 並樹史朗
- 空印寺 和尚 - 野口貴史
- 金井敬白（富美の父・画家） - 志賀圭二郎
- 新田章（相原の部下） - 國本鍾建
- 児玉頼子（京都アート 社長） - 村野友美
- 高梨譲（京都撮影所の監督） - 高橋豊
- 皆川達男（花屋店員） - 小林真弥
- 警官 - 白石猛
- 三条恵美（京都北山女子大学 元学生・25年前 保津峡谷の橋から飛び降り自殺） - 桐生シーナ（ノンクレジット）
- 相原剛（相原財団 会長） - 石田太郎
- 金井富美（画家・京都北山女子大学英文学科 卒業生・十津川直子の同級生で仲良し5人組の一人） - 烏丸せつこ

第52作「小田原城殺人事件〜一期一会の証言〜」（2014年）
- 近藤政子（保険外交員） - 遠山景織子
- 中島由美（板橋中央病院 看護師） - 嘉門洋子
- 河野みどり（アイエムプロモーション 所属女優・本名「河野初恵」） - 菜葉菜
- 柏智樹（由美の婚約者・宝不動産 元社員・無職） - 金児憲史
- 今田利幸（精肉食肉卸「ヨイミート」冷凍倉庫課長） - 笠兼三
- 佐々木祐介（精肉食肉卸「ヨイミート」冷凍倉庫社員） - 尚玄
- 岩本恵（ささのは保育園 保育士） - 朝倉えりか
- 今泉明子（小田原城の観光ガイド） - 泉ピン子（特別出演）
- 日高義雄（小田原総合病院 内科医） - 剛たつひと
- アイエムプロモーション 社長 - まいど豊
- 谷村（宝不動産 社員） - 飯沼千恵子
- 鑑識 - 奈木野美幸
- 岡部幸子（板橋中央病院 看護師） - MiNo
- 中島清子（由美の母） - 平田京子
- 北村愛美（板橋中央病院 看護師） - 琴乃みか

第53作「伊豆・踊り子号殺人ルート〜消えた一億円の謎〜」（2014年）
- 緑川冴子（首都圏出版の契約ライター） - 古手川祐子
- 五十嵐壮平（トライアル芸能社 社長） - 西田健
- 北野勇（北野製薬 社長） - 藤堂新二
- 板倉由香子 - 若原瞳
- 板倉健司（由香子の夫） - 市川勇
- 井上仙太郎（トライアル芸能社 桂アヤ担当マネージャー） - 石橋保
- 小高（静岡県警沼津西警察署戸田港駐在所 巡査） - 小宮孝泰
- 小泉志郎（私立探偵・元警察官） - 志村東吾
- 小野徳治（弘の祖父・首都中央高速道路の料金所係員） - 河西健司
- 細川信彦（制作会社「ネイバー企画」ディレクター） - 唐渡亮
- 阿部美津江（雪子の母・スーパーの店員） - 秋定里穂
- 中山喜代美（高校の英語教師） - 上田愛美
- 桂アヤ（トライアル芸能社 所属女優） - Sharo
- 児童養護施設「笹の葉学園」園長 - 上岡紘子
- 住職 - 芋洗坂係長
- 原田秋子（イタリアンレストラン「タノクラ」従業員） - 一双麻希
- 阿部真治（雪子の父・東亜不動産 社員） - 森宮隆
- 北野久雄（北野の次男・北野製薬 営業部長） - 中村邦晃
- 板前 - 黄地裕樹
- 最上正治（イタリアンレストラン「タノクラ」従業員） - 三浦圭祐
- 板倉かずえ（板倉と由香子の娘・故人） - 広瀬みか
- 小野歩美（弘の母） - 大田沙也加
- 田之倉由美（田之倉の妻・6年前死亡） - 斉藤レイ
- 日高司郎（戸井あずさのマネージャー） - 高木トモユキ
- 中山喜一（喜代美の父・総合病院院長） - 櫻井正一
- トラック運転手 - 川奈龍平
- 鑑識 - 田中宏明
- 田之倉梓（田之倉と由美の娘・6年前死亡） - 莉衣
- 阿部雪子（元小学生・3年前死亡） - 長木玲奈
- 小野弘（喜代美の元教え子・故人） - 伊藤大翔（ノンクレジット）
- 田之倉章（イタリアンレストラン「タノクラ」オーナーシェフ） - 白竜

第54作「サンライズ出雲の女 消えた似顔絵の女」（2015年）
- 小柳ゆみ（「サンライズ出雲」乗客） - 平山あや
- 軽部孝（カメラマン・「サンライズ出雲」乗客） - 川田広樹（ガレッジセール）
- 太田勝弘（島根県警出雲北警察署 刑事） - 赤塚真人
- 田島篤也（トリップマガジン社「旅と人間」編集長） - 吉田智則
- 宮本さゆり（ゆみの高校の同級生） - 篠原ゆき子
- 「カフェ ロージー」店員 - ちすん
- 中松勇（中松探偵事務所 探偵・「サンライズ出雲」乗客） - 小林太樹
- 神在みゆき（コンパニオン派遣会社「フローラ東京」社長） - 我謝レイラニ
- 錦織はつ江（料亭仲居） - 荒井眞理子
- 赤名亮子（出雲観光協会 職員） - 国保裕子
- 三輪勇貴（デリヘルのスタッフ） - 大熊太久哉
- 水希リオ（デリヘル嬢） - 和栗みゆ
- 高品誠（御菓子処「高品堂」元主人・2年前火事で焼死） - 森圭吾
- 後藤（「サンライズ出雲」乗務員） - 松江健
- 「BELMONT HOTEL」フロント係 - 青木鉄仁
- 酒井久仁法律事務所の受付女性 - 恒吉梨絵
- 小柳（ゆみの義父・11年前火事で焼死） - 桂茶がま
- 小柳（ゆみの母・11年前火事で焼死） - 佑希梨奈
- 大林恵子（元デリヘル嬢） - 渡辺みう
- モデル - 記井沙也佳
- 五十嵐泰三（ヤマトスイーツ 社長） - 市川左團次
- 塚本専太郎（塚本製薬 元社長） - 寺田農
- 酒井久仁（酒井久仁法律事務所 弁護士） - 横内正